# Common Touch
Common Touch è un album di Stanley Turrentine, pubblicato dalla Blue Note Records nel 1968. Il disco fu registrato il 30 agosto 1968 al "Rudy Van Gelder Studio" di Englewood Cliffs, New Jersey (Stati Uniti).

## Tracce
Lato A
1. Buster Brown – 5:20 (D. Burns, W. Daniels)
2. Blowin' in the Wind – 5:45 (Bob Dylan)
3. Lonely Avenue – 8:02 (Doc Pomus)

Lato B
1. Boogaloo – 6:20 (Shirley Scott)
2. Common Touch – 6:15 (S. Hurt, D. Burns)
3. Living Through It All – 7:15 (D. Burns, A. Goodman)

Edizione CD del 1997, pubblicato dalla Blue Note Records
1. Buster Brown – 5:23 (D. Burns, W. Daniels)
2. Blowin' in the Wind – 5:53 (Bob Dylan)
3. Lonely Avenue – 8:05 (Doc Pomus)
4. Boogaloo – 6:22 (Shirley Scott)
5. Common Touch – 6:18 (S. Hurt, D. Burns)
6. Living Through It All – 7:14 (D. Burns, A. Goodman)
7. Ain't No Way – 11:03 (Aretha Franklin, Carolyn Franklin) – Bonus track

- Brano 7 registrato il 10 maggio 1968 a Englewood Cliffs (New Jersey)

## Musicisti
Brani LP (da A1 a B3) e CD (da 1 a 6)
- Stanley Turrentine  - sassofono tenore
- Shirley Scott  - organo
- Jimmy Ponder  - chitarra
- Bob Cranshaw  - basso
- Leo Morris  - batteria

Brano CD 7
- Stanley Turrentine  - sassofono tenore
- Shirley Scott  - organo
- Bob Cranshaw  - pianoforte elettrico
- Jimmy Ponder  - chitarra
- Ray Lucas  - batteria